# Тауни (Алба)
Тауни (рум. Tăuni) насеље је у Румунији у округу Алба у општини Ваља Лунга. Oпштина се налази на надморској висини од 370 m.

## Становништво
Према подацима из 2002. године у насељу је живело 398 становника, од којих су сви румунске националности.